# جوزيف جود
جوزيف جود هو سياسي كندي، ولد في 1 فبراير 1864، وتوفي في 14 يناير 1926.